# Edmund Curll
Edmund Curll (1675 circa – Londra, 11 dicembre 1747) è stato un editore inglese.
A causa degli attacchi sferrati contro di lui da Alexander Pope, il nome di Curll è diventato sinonimo di pubblicazioni e forme di pubblicità senza scrupoli.
Curll passò dalla miseria alla ricchezza grazie proprio al suo tipo di pubblicazioni, e al modo mercenario e disimpegnato in cui intese l'editoria. Curll gestì un piccolo impero di tipografie, guadagnando sugli scandali, le pubblicazioni pornografiche, vendendo medicinali di oscura fattura e millantata efficacia, ed utilizzando ogni forma di pubblicità. Curll pubblicò opere sia di valore che di infimo ordine, purché ci fosse possibilità di vendite.
Era originario dell'Inghilterra sud-occidentale, figlio di un commerciante. Nel 1698, iniziò la sua carriera come apprendista presso un libraio di Londra.

## Inizi da ambulante

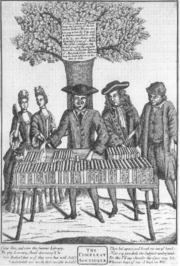
Un venditore ambulante di libri, circa 1700. Curll iniziò nel 1708 questo tipo di attività.

Al termine dei suoi sette anni di apprendistato, iniziò la vendita di libri provenienti da sequestri. Il suo principale, Richard Smith, dichiarò fallimento nel 1708, e Curll ne rilevò la bottega. All'inizio lavorò in associazione con altri librai, scrivendo, pubblicando e vendendo pamphlet e libri sfruttando argomenti di pubblico interesse. Ad esempio, nel 1712 riscuoteva interesse il processo alla strega Jane Wenham; uno dei suoi associati scrisse a favore dell'imputata, mentre un altro la riteneva colpevole, ma la cosa strana era che entrambi i libelli venivano venduti nelle librerie dello stesso gruppo. Curll, per farsi pubblicità a buon prezzo, dava spazio ai vari "autori", perché pubblicassero sui giornali degli articoli pro e contro la Wenham.
Come libraio Curll proponeva un catalogo estremamente eclettico, e come editore diede vita a libri economici e giornali poco costosi. La maggior parte dei suoi libri, venduti per uno o due scellini, erano alla portata delle tasche di artigiani, garzoni e servitù. Curll pubblicò e diffuse scritti di Letteratura erotica e al contempo pubblicò anche libri di preghiere, testi "medici" e simili. Dalle sue tipografie uscirono anche testi politici del partito Whig.
Una delle sue prime pubblicazioni fu The Athenian Spy di John Dunton, ma fra i titoli delle sue edizioni vi erano anche affiancati The Way of a Man with a Maid e The Devout Christian's Companion. Curll vendeva anche cure mediche pubblicizzandole senza alcuno scrupolo. Nel 1708, pubblicò The Charitable Surgeon, uno pseudo manuale medico per la cura della sifilide, scritto da un presunto medico filantropo. Il testo definiva priva di alcun valore la cura a base di mercurio prescritta da un certo John Spinke, e consigliava invece di acquistare l'unico rimedio efficace presso il negozio di Edmund Curll. Il Dr. Spinke scrisse in risposta un pamphlet, ma Curll, a sua volta, per creare uno scandalo rispose a Spinke dandogli dell'ignorante e, mettendo in palio cinque sterline, lo sfidò a recarsi nella propria libreria per dimostrare di saper tradurre cinque righe di Latino. Spinke accettò la sfida e vinse le cinque sterline, con le quali acquistò il "rimedio" di Curll per poterlo analizzare. In definitiva anche il "rimedio" di Curll si rivelò essere a base di mercurio. Tuttavia, Curll continuò a pubblicizzare il suo Charitable Surgeon, e lo ampliò aggiungendo A new method of curing, without internal medicines, that degree of the venereal disease, called a gonorrhea, or clap.
Nel 1712, il negozio di Curll aveva così tanto successo che egli aprì una filiale a Tunbridge Wells e si trasferì in un negozio più grande in Fleet Street. In questo periodo, Curll cominciò a scrivere i propri pamphlet. Nello stesso anno iniziò una collaborazione con John Morphew, un Tory, per sfruttare il momento propizio a seguito della controversia susseguente ai sermoni scritti da Henry Sacheverell. Dopo questa collaborazione, Curll riuscì a prendere a suo servizio uno dei pennivendoli di Morphew.

## Pirateria letteraria
Un aspetto della carriera di Curll, che ha consolidato la sua reputazione nel tempo, è stata la pubblicazione non autorizzata, e spesso contro la volontà dell'autore, di opere originariamente prodotte per un altro editore. Di solito, Curll aveva l'abilità di non superare il confine fra legalità e pirateria, ma ciò non sempre gli riusciva.
Nel 1707, Curll annunciò sui quotidiani la pubblicazione dei Poems on Several Occasions di Matthew Prior. Tuttavia era l'editore Jacob Tonson ad avere i diritti di pubblicazione delle opere di Prior, ma Curll non se ne diede pensiero. Nel 1716, Curll rese nota nuovamente la sua intenzione di pubblicare le opere di Matthew Prior, ma questa volta fu lo stesso Prior a pubblicare sui giornali delle lettere di diffida contro Curll. La disputa con Tonson e le rimostranze di Prior, servirono solo come pubblicità per il libro che Curll pubblicò ugualmente.
Nel 1710, Curll pubblicò Meditation Upon a Broomstick di Jonathan Swift. In quello stesso anno, Curll si prese la briga di "interpretare" altre opere di Swift, e nel 1713 pubblicò una versione del romanzo A Tale of a Tub. Swift si arrabbiò con Curll per aver rivelato la paternità delle opere (dato che Swift stava facendo carriera nella Chiesa anglicana), tuttavia fu molto divertito dalla scialba interpretazione delle sue opere fatta da Curll. Swift scrisse ad Alexander Pope, dicendogli che zucconi come Curll valgono oro quanto pesano per uno scrittore satirico. Avendo preso gusto a punzecchiare Swift, Curll non mollò la presa, specialmente dopo che Swift inserì le note di Curll (senza permesso) nella preparazione di una nuova edizione di A Tale of a Tub. Nel 1726, Curll stilò una "presentazione" estremamente imprecisa dei Viaggi di Gulliver di Swift. Un ulteriore presunto caso di edizione non autorizzata si verificò con il poeta Edward Young, che inviò un componimento poetico a Curll perché lo pubblicasse, con allegata una lettera di sollecitazione. Quando l'opera venne pubblicata nel 1717, Young se ne uscì con un avviso in cui sosteneva che il componimento poetico e la lettera allegata erano dei falsi. In realtà, la poesia elogiava un uomo politico non più in auge, e la lettera di Young era autentica.
La connessione fra Curll e la pubblicazione anonima dei Court Poems nel 1716 innescò la lunga querelle con Alexander Pope. Curll riuscì ad avere tre poesie non firmate di Pope, John Gay e Lady Mary Wortley Montagu. Pope scrisse a Curll diffidandolo dal pubblicare quelle opere; questo avviso bastò a Curll per avere conferma della paternità dei componimenti, e quindi li pubblicò. Per tutta risposta, Pope e Bernard Lintot, editore di Pope, si incontrarono con Curll alla taverna del Cigno. Pope e Lintot sembravano ormai rassegnati e si mostravano preoccupati solo per le reazioni di John Gay. Tuttavia, essi versarono un emetico nel bicchiere di Curll, causandogli, una volta a casa, violenti attacchi di vomito. Pope pubblicò due libelli in cui diede conto dell'incidente, ed informò il pubblico (nello stile usato da Swift nei Bickerstaff Papers) che Curll era morto. Curll, come al solito, riuscì a sfruttare tutta questa pubblicità per i propri scopi. Infatti pubblicò The Catholick Poet di John Oldmixon e The True Character of Mr Pope and his Writings di John Dennis. Curll ristampò queste due opere nel 1716, quando il clima socio-politico in Inghilterra si surriscaldò dopo il fallimento dell'Insurrezione giacobita del 1715.
Lo stadio successivo della ormai guerra aperta fra Pope e Curll si ebbe nel 1716, quando Curll riuscì ad avere una versione oscena del primo Salmo scritto anni prima da Pope. Nel pubblicare quest'opera, Curll rese noto che egli sarebbe stato in futuro l'editore di tutte le opere di Pope. In quello stesso anno, Curll finì in prigione per aver pubblicato un resoconto del processo contro George Seton, Conte di Wintoun. Non appena tornato in libertà pubblicò una biografia del Dr. Robert South, ex direttore della Westminster School. Curll aveva stampato anche l'elogio per il Dr. South scritto da parte del direttore in carica. Curll venne invitato alla scuola, e si aspettava di essere ringraziato per l'opera pubblicata in ricordo dei professori della scuola. Invece, gli studenti lo costrinsero ad inginocchiarsi percuotendolo ed obbligandolo a chiedere scusa. Gli studenti poi lo avvolsero in una coperta e cominciarono a bastonarlo e lanciarlo per aria. Samuel Wesley, uno studente della scuola e fratello maggiore di John Wesley, scrisse una poesia eroicomica sull'incidente della coperta. A Curll venne l'atroce sospetto che dietro tutto questo trattamento riservatogli ci fossero Pope e i suoi amici; per questo cominciò ad utilizzare il "poeta fantasma". Egli pubblicò un'opera dal titolo The Petticoat di "J. Gay." Dietro lo pseudonimo di "Joseph Gay" c'era il poeta Francis Chute. Curll usò questo trucco ancora un paio di volte per sviare le vendite delle opere di John Gay e per arrecar danno a Pope ed ai suoi amici.

## Biografie, oscenità e "curlismi"
Curll era anche noto per commissionare a scrittori prezzolati le biografie di personaggi famosi non appena si sapeva della loro morte. Si può ben immaginare come queste biografie venissero pubblicate senza tener alcun conto di imprecisioni ed invenzioni. Forse la battuta più mordace e più citata su questa attività di Curll è quella di John Arbuthnot secondo cui le biografie di Curll erano divenute "uno dei nuovi aspetti terrificanti della morte". Curll con questo sistema si proponeva di essere il primo a presentare una biografia nelle librerie, e non certo di presentare il migliore o il più accurato dei testi. Perciò, il suo metodo consisteva nel preannunciare la pubblicazione di una biografia e nel chiedere a chi ne fosse in possesso di fornire ricordi, lettere o frasi del defunto. Egli quindi avrebbe incluso questo materiale (e certe volte nient'altro) nella "biografia." Curll non si curava della precisione di quanto riportato, ed arrivava ad accettare più speditamente i racconti dei nemici invece che degli amici del defunto. In mancanza di contributi esterni, ingaggiava uno scrittore per inventare tutto. Nel 1717 soltanto, Curll produsse le biografie del Vescovo Burnet e di Elias Ashmole. In seguito egli avrebbe prodotto su ordinazione una biografia di Swift, cosa che lo stesso Swift aveva previsto nel 1731 in Lines on the Death of Dr. Swift. Il "terrore", come definito da Arbuthnot funzionava, perché non vi era alcuna possibilità di ricorrere in giudizio contro le pubblicazioni di Curll. Nel 1721, secondo la sua prassi, Curll pubblicò una biografia di John Sheffield, I Duca di Buckingham. Per questo venne citato in giudizio davanti alla Camera dei Lord, che a seguito di questo evento provvide a formulare una nuova legge che vietava di pubblicare alcunché senza il previo consenso dell'interessato.
Curll acquistò notorietà anche per le sue pubblicazioni oscene, tanto che il termine "curlismo" venne considerato sinonimo di letteratura indecente. Nel 1718, Curll pubblicò Eunuchism Display'd; Daniel Defoe criticò quest'opera definendola pornografia, e coniando per questo il termine "curlismo". Curll, da par suo, mise a frutto anche questa accusa scrivendo a sua difesa Curlicism Display'd, questo pamphlet non era altro che un elenco dei libri venduti da Curll che trasformò così l'intera vicenda in un battage pubblicitario. Nel 1723, Curll pubblicò A Treatise of the Use of Flogging in Venereal Affairs, che era una traduzione del Tractus de usu flagrorum in re Medica et Veneria di Johann Heinrich Meibomius (1590–1655). Nel 1724, Curll pubblicò Venus in the Cloister, una traduzione dal francese di un romanzo erotico del '600 in cui si sosteneva che è la Chiesa e non Cristo a proibire la conoscenza sessuale. In quell'anno, in una denuncia anonima indirizzata alla Camera dei Lord venivano citate queste due opere in particolare per oscenità. Come nel caso dei precedenti scandali, Curll tentò di voltare il tutto a suo profitto con la pubblicazione di The Humble Representation of Edmund Curll e al contempo mandando nelle librerie una nuova edizione di Venere nel convento. Fu arrestato nel mese di marzo e detenuto fino a luglio. Il giudice stabilì che non vi era alcuna norma che punisse l'oscenità e quindi Curll venne condannato per diffamazione. Curll pubblicò le sue scuse e promise di cessare le pubblicazioni, ma, come sempre, le pubbliche scuse servirono come pubblicità per due nuovi titoli. Mentre era in prigione, Curll conobbe la nota spia scozzese John Ker, che desiderava pubblicare le proprie memorie. Il manoscritto conteneva segreti di stato del periodo del regno della regina Anna, la cosa preoccupò Curll che scrisse a Robert Walpole per avere il permesso alla pubblicazione. Non avendo ricevuto alcuna risposta, Curll considerò il silenzio come assenso e pubblico il libro in tre parti col titolo Memoirs of John Ker of Kersland. L'ultimo volume di memorie fu pubblicato dal figlio di Edmund, Henry Curll, ed entrambi vennero arrestati. Padre e figlio passarono quattordici mesi in prigione (fino al Febbraio del 1728) e furono multati per le pubblicazioni di Nun in her Smock e The use of flogging. In particolar modo Curll per la pubblicazione della prima parte delle Memorie fu condannato ad un'ora di gogna in Charing Cross. Curll a sua giustificazione scrisse e pubblicò, in occasione della condanna alla gogna, un manifesto in cui affermava che la pubblicazione delle memorie di Ker era stata fatta solo per lealtà verso la regina, per questo motivo Curll non venne picchiato dalla folla. Invece, la folla applaudì Curll e fu portato via sulle spalle della gente.

## Curll eThe Dunciaddi Pope

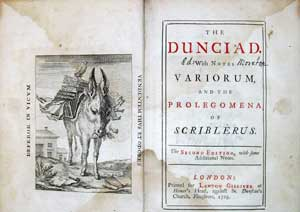
Frontespizio della Dunciad Variorum, 1729

Tra Pope e Curll si verificò di nuovo un contenzioso nel 1726, quando l'editore pubblicò alcune lettere di Pope senza autorizzazione. Nel 1728 Pope si vendicò facendo di Curll il personaggio principale dell'opera The Dunciad ("L'Asineide"). Infatti, nessun personaggio, tra cui il "Re degli Asini" Lewis Theobald (né, in seguito, Colley Cibber) è messo alla berlina nella Dunciad in modo più coerente e duro di Edmund Curll. La risposta di Curll, naturalmente, fu quella di stampare un'edizione pirata, quindi pubblicare una "interpretazione" del poema per spiegare chi fossero le persone derise da Pope, ed infine pubblicare delle poesie satiriche contro Pope in persona. Nel 1728 si inserirono in questa diatriba le opere The Popiad, scritta probabilmente da Lady Mary Wortley Montagu, The Female Dunciad e The Twickenham Hotch-Potch. Nel 1729, con la Dunciad Variorum, Pope infierì con la sua prosa su Curll, che per tutta risposta pubblicò The Curliad: a Hypercritic upon the Dunciad Variorum. Quest'opera conteneva un'autobiografia, una difesa contro le accuse di oscenità (spiegando che il testo sulla fustigazione era inteso come una cura per l'impotenza), ed una giustificazione delle sue battaglie con Pope.
In seguito, nel 1729, Curll decise di pubblicare un volume di William Congreve. John Arbuthnot denunciò sui giornali l'iniziativa di Curll; per tutta risposta Curll cambiò l'insegna del suoi negozio in Congreve's Head, ed espose un busto di Congreve per far dispetto a Arbuthnot e agli amici di Congreve. Nel 1731 Curll trasferì il suo negozio in Burleigh Street e pubblicizzò la imminente uscita della vita di Pope, dicendo: "Nulla può essere più desiderato della sua (universalmente auspicata) morte". In risposta alla solita richiesta di materiale per la biografia, una persona nota solo con le iniziali "P.T." offrì a Curll alcune lettere di Pope. Le lettere, tuttavia, erano dei falsi, e tutta la faccenda non era altro che una messa in scena di Pope che pubblicò nel 1735 una versione corretta di quelle lettere. In quello stesso anno, Curll trasferì ancora una volta il suo negozio e pose come insegna la scritta "Pope's Head". Due anni dopo, pubblicò in cinque volumi le lettere di Pope. Nel 1741, Pope finalmente vinse la sua battaglia giudiziaria contro Curll. Un tribunale stabilì che all'autore delle lettere compete il diritto d'autore, mentre al destinatario di una lettera non compete lo status di copyright.

## Merryland
Negli ultimi anni della sua vita Curll pubblicò una serie di libri nella collana Merryland che costituisce uno dei maggiori contributi ad un particolare genere di romanzi erotici nell'Inghilterra del XVII e XVIII secolo nei quali il corpo femminile (a volte anche quello maschile) veniva descritto in termini di metafore topografiche. La prima opera di questo genere sembra sia stata Erotopolis: The Present State of Bettyland (1684) probabilmente attribuibile a Charles Cotton. Quest'opera fu inclusa, in forma abbreviata in The Potent Ally: or Succours from Merryland scritto da Curll nel 1741. Altre opere di questo genere pubblicate da Curll sono A New Description of Merryland. Containing a Topographical, Geographical and Natural History of that Country (1740) di Thomas Stretzer (autore del quale nulla si conosce), Merryland Displayed (1741) ed un insieme di mappe intitolato A Compleat Set of Charts of the Coasts of Merryland (1745).
Dal testamento di Edmund Curll sappiamo che della sua famiglia l'unico figlio era morto senza prole e che gli sopravvisse solo la moglie.
Edmund Curll morì in Londra l'11 dicembre 1747.